# Knipowitschia radovici
Knipowitschia radovici är en fiskart som beskrevs av Kovacic 2005. Knipowitschia radovici ingår i släktet Knipowitschia och familjen smörbultsfiskar. IUCN kategoriserar arten globalt som sårbar. Inga underarter finns listade i Catalogue of Life.